# 天居寺
天居寺亦称陈武帝故宫，俗称下箬寺，位于中国浙江省湖州市长兴县雉城街道县城东4.5公里，传为南朝陈武帝出生地和故宅，陈废帝光大元年（567）诏立为天居寺，北宋治平二年（1065）改为广惠教寺。今寺内遗迹仅存古井一口及部分碑刻，传陈武帝出生时古井井水涌出，家人汲以浴身，故称圣井（或陈井），为石砌井壁，深约15米，直径1.5米，1993年建亭保护。寺庙主体建筑则为长兴县政府于2009年4月至2012年9月投资近2亿元重建，由陈武帝故居、天居寺和遗址公园三部分组成，2013年1月对外开放，建筑均仿南朝风格。